# TAME-Flug 120
Der TAME-Flug 120 war ein internationaler Linienflug der TAME von Quito über Tulcán nach Cali. Am 28. Januar 2002 ereignete sich auf der ersten Etappe dieses Fluges ein schwerer Flugunfall, als eine Boeing 727-134 vom Kurs abkam, dabei die Grenze nach Kolumbien überquerte und gegen den Vulkan Cumbal geflogen wurde, wobei alle 94 Personen an Bord der Maschine starben.

## Maschine
Bei dem verunglückten Flugzeug handelte es sich um eine Boeing 727-134, die zum Zeitpunkt des Unfalls 34 Jahre und 3 Monate alt war. Die Maschine wurde im Werk von Boeing auf dem Boeing Field im Bundesstaat Washington montiert und absolvierte am 20. November 1967 ihren Erstflug, ehe sie am 2. Dezember 1967 neu an die Transair Sweden ausgeliefert wurde, bei der sie das Luftfahrzeugkennzeichen SE-DDB erhielt. Das Flugzeug trug die Werksnummer 19692, es handelte sich um die 498. Boeing 727 aus laufender Produktion. Von Juli bis September 1981 war die Maschine an die Air Madeira verleast. Es folgte am 9. Oktober 1981 ein Verkauf an die Philippine Airlines, bei der die Maschine das neue Kennzeichen RP-C1241 erhielt. Die TAME erhielt die Maschine im Juli 1984 und ließ sie mit dem neuen Kennzeichen HC-BLF zu. Die Maschine erhielt in diesem Zuge den Taufnamen El Oro. Das dreistrahlige Schmalrumpfflugzeug war mit drei Turbojettriebwerken des Typs Pratt & Whitney JT8D-9A ausgestattet. Bis zum Zeitpunkt des Unfalls hatte die Maschine eine Gesamtbetriebsleistung von 64.001 Betriebsstunden absolviert, auf die 49.819 Starts und Landungen entfielen.

## Passagiere und Besatzung
Den Flugabschnitt von Tulcán nach Cali hatten 87 Passagiere angetreten. Mit an Bord befand sich eine siebenköpfige Besatzung, die sich in eine dreiköpfige Cockpitbesatzung und eine vierköpfige Kabinenbesatzung aufteilte. Die Cockpitbesatzung setzte sich zusammen aus einem Flugkapitän, einem Ersten Offizier und einem Flugingenieur, zur Kabinenbesatzung gehörten vier Flugbegleiterinnen.
- Flugkapitän war der 59-jährige Ecuadorianer Jorge Efrain Noe, der über 12.091 Stunden Flugerfahrung verfügte, von denen er 8.263 Stunden im Cockpit der Boeing 727 absolviert hatte. Davon wiederum war er 5.526 Stunden in der Funktion des Flugkapitäns, 2.650 Stunden in der Funktion des Ersten Offiziers und die übrigen Stunden als Pilot in Ausbildung geflogen. Noe verfügte über Musterberechtigungen für die Flugzeugtypen Beechcraft King Air A90, Cessna 150, Cessna 172 sowie Boeing 727-100 und Boeing 727-200.
- Erster Offizier war der 52-jährige Ecuadorianer Carlos Alfonso Lopez, der ebenfalls zum Flugkapitän ausgebildet war und 7.058 Stunden Flugerfahrung hatte, wovon er 3.457 Stunden absolviert hatte. Hiervon war er 679 Stunden in der Funktion des Flugkapitäns, 2.773 Stunden in der Funktion des Ersten Offiziers und fünf Stunden als Pilot in Ausbildung geflogen. Lopez besaß Musterberechtigungen für die Flugzeugtypen Cessna 150, Cessna 337 Super Skymaster, Piper PA-31, de Havilland Canada DHC-6 Twin Otter sowie Boeing 727-100 und Boeing 727-200.
- Flugingenieur war der 50-jährige Ecuadorianer Jorge Anibal Burgos Villamar. Er flog in Maschinen der Typen Boeing 727-100 und Boeing 727-200 mit und verfügte über 4.200 Stunden Flugerfahrung, von denen er 3.000 im Cockpit der Boeing 727 absolviert hatte.

## Flugverlauf
Die Boeing 727-100 startete um 10:03 Uhr Ortszeit von der Startbahn 17 des Flughafens Quito. Das Flugzeug stieg nach dem Start auf eine Reiseflughöhe von 18.000 Fuß (ca. 5.500 Meter) und der Flug wurde dann in nordnordöstlicher Richtung fortgeführt. Der erste Flugabschnitt nach Tulcán war kurz, die Piloten nahmen um 10:15 Uhr Kontakt mit der Flugsicherung in Tulcán auf. Die Maschine befand sich zu diesem Zeitpunkt 47 Kilometer vom Ungerichteten Funkfeuer von Tulcán entfernt. Die Anflugkontrolle genehmigte den Sinkflug auf 14.000 Fuß (ca. 4.300 Meter) sowie den Anflug auf Landebahn 23. Das Anflugverfahren sah ein Überfliegen des Flughafens mit einem Flugkurs von 085 Grad vor. Die Maschine sollte dann nach 1,5 Minuten eine Linkskurve fliegen und einen Kurs von 233 Grad nehmen und diesen mit einer Geschwindigkeit von 180 Knoten (ca. 330 km/h) fliegen. Währenddessen sollte ein Sinkflug auf 11.500 Fuß (ca. 3.500 Meter) für den Endanflug nach Tulcán durchgeführt werden. Die Höhe der Landebahn beträgt 9.979 Fuß (ca. 2.950 Meter). In der Nähe des Flughafens, der hoch in den Anden liegt, befinden sich zahlreiche Bergrücken und Gipfel. Der Cumbal-Vulkan, der sich auf eine Höhe von 4.763 Meter erhebt, ist 30 Kilometer westlich vom Flughafen entfernt.

## Unfallhergang
Die Maschine trat den Anflug von Südwesten aus an und flog etwas westlich an dem Ungerichteten Funkfeuer vorbei, anstatt dieses direkt zu überfliegen. Der Kapitän begann die Kurve korrekt, flog aber zu schnell. Die Maschine flog mit 230 Knoten (ca. 430 km/h) anstatt mit den erforderlichen 180 Knoten. Dadurch wurde die Kurve weiter geflogen als vorgesehen. Zu dem Zeitpunkt, als die Maschine Kurs auf Westen nahm, flog sie nicht auf die Landebahn, sondern auf den Vulkan Cumbal zu. Um 10:23 Uhr Ortszeit flog die Maschine in die Flanke des Vulkans. Die Maschine zerschellte 430 Meter unterhalb der Spitze des Vulkans, wobei alle 94 Personen an Bord der Maschine getötet wurden. Zum Zeitpunkt des Unfalls herrschte sehr schlechte Sicht, das Wrack der Maschine wurde erst nach einem Tag gefunden.

## Ursache
Im Rahmen der Flugunfalluntersuchung wurden mehrere Faktoren als unfallursächlich festgestellt. Zunächst wurde die Entscheidung des Piloten beanstandet, den Anflug auf den Flughafen Tulcán einzuleiten und fortzusetzen, obwohl die in den Standardverfahren des Unternehmens festgelegten meteorologischen Mindestbedingungen nicht erfüllt waren. Ferner wurde eine mangelhafte Navigation und ein mangelhafter Betrieb der Maschine durch den verantwortlichen Piloten moniert. Hier wurde hervorgehoben, dass der Flug der Schleife um den Flughafen mit einer Geschwindigkeit von 230 Knoten und einem Rollwinkel von 15 Grad durchgeführt wurde anstatt einer Geschwindigkeit von 180 Knoten und einem empfohlenen Rollwinkel von 25 bis 30 Grad. Dadurch sei die sichere Anflugroute, bei der alle Hindernisse umflogen würden, verlassen worden.